# Bataille de San Pietro Infine
- Campagne en Libye et en Égypte
- Tunisie
- Balkans
- Méditerranée
- Italie
- Sud de la France

Batailles
Invasion de la Sicile
- Lampedusa
- Corkscrew
- Mincemeat
- Barclay
- Animals
- Chestnut
- Narcissus
- Fustian
- Ladbroke
- Gela
- Troina
- Centuripe

Invasion de l'Italie
- Baytown
- Avalanche
- Rome
- Slapstick
- Armistice de Cassibile
- Achse
- Naples
- Bombardement du Vatican
- Ligne Volturno
- Libération de la Corse
- Ligne Barbara
- Bombardement de Bari

Ligne Gustave
- Ligne Bernhardt
- Raincoat
- San Pietro Infine
- Rivière Moro
- Ortona
- Rivière Rapido
- Monte Cassino
- Shingle
- Cisterna
- Diadem
- Strangle
- Ligne Trasimene
- Libération de Rome
- Ancône
- Brassard

Ligne gothique
- Rimini
- Saint-Marin
- Gemmano
- Montecieco
- Monte Castello
- Garfagnana

Offensive du printemps 1945
- Tombola
- Bowler
- Roast
- Bologne
- Argenta Gap
- Herring
- Collecchio

Guerre civile italienne
La bataille de San Pietro Infine (communément appelée « bataille de San Pietro ») est un engagement militaire qui a eu lieu du 8 au 17 décembre 1943, pendant la campagne italienne de la Seconde Guerre mondiale impliquant les forces alliées attaquant par le sud les positions  fortifiées de la Ligne Gustave allemande dans et autour de la ville de San Pietro Infine, juste au sud de Mont Cassin à mi-chemin entre Naples et Rome .
La victoire finale des Alliés est cruciale pour libérer Rome. La bataille est la première dans laquelle les troupes de l' armée royale italienne ( Regio Esercito ) ont combattuaux côtés des Alliés après l' Armistice de Cassibile. La ville d'origine de San Pietro Infine a été détruite lors de la bataille, la ville reconstruite est située à quelques centaines de mètres. 

## Contexte
L' invasion alliée de l'Italie fait suite aux succès alliés en Afrique du Nord . En mai 1943 La huitième armée britannique du lieutenant-général Bernard Montgomery , la deuxième bataille d'El Alamein et l'invasion anglo-américaine de l'Afrique du Nord française par la  première armée britannique  du lieutenant-général Kenneth Anderson dans l' opération Torch ont conduit à la reddition de presque 250 000 soldats des forces de l'Axe en Afrique du Nord .
Les Allemands se replient sur la Sicile et dans la nuit du 9 au 10 juillet 1943, une armada alliée de 2 590 navires lance l'une des plus grandes opérations combinées de la Seconde Guerre mondiale: l' invasion alliée de la Sicile ( opération Husky ). L'invasion est lancée par la septième armée américaine, commandée par le lieutenant général George Patton et la huitième armée britannique, du lieutenant général Montgomery. Les deux armées étant sous le commandement du 15e groupe d'armées, commandé par le général Harold Alexander . 
Au cours des cinq semaines suivantes, 500 000 soldats, marins et aviateurs alliés ont combattu les forces allemandes et italiennes pour le contrôle de l'île. Bien que les alliés soient victorieux, au cours des dix-sept premiers jours d'août, l'Axe a réussi à évacuer par le détroit de Messine plus de 100 000 hommes et 10 000 véhicules. Au début de septembre 1943, les Alliés ont envahi le continent italien  à commencer par Salerne ( opération Avalanche ), la Calabre ( opération Baytown ) et Tarente ( opération Slapstick ).
Le 8 septembre, avant l' invasion de Salerne par la cinquième armée américaine du lieutenant-général Mark W. Clark, renforcé par des unités britanniques, la reddition de l'Italie est annoncée. Les unités italiennes cessent le combat et la Marine royale italienne navigue vers les ports alliés provoquant le changement de la stratégie défensive allemande. Les  anciens alliés sont désormais des ennemis et il faut procéder à leur désarmement  et occuper les positions défensives. L'invasion de Salerne est un succès. Bien que les Alliés aient subi de lourdes pertes, le 1er octobre ils rentrent à Naples.  Les forces allemandes se replient alors vers le nord, en direction de Rome, le long d'une série de lignes fortifiées. À la fin de 1943, les combats atteignent la Ligne Gustave.

### Italie

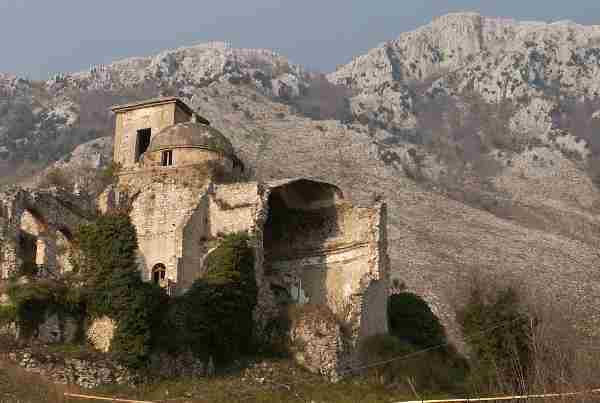
Le centre bombardé de la ville de San Pietro Infine.

Le commandant en chef allemand  Albert Kesselring a organisé la «ligne d'hiver» au sud de Rome composée de trois systèmes défensifs parallèles espacés chacune de 18 km. Leur nom sont  ligne Reinhard (appelée aussi ligne Bernhardt) , la ligne Gustav et la ligne Hitler. La Reinhard la plus méridionale des trois est la position de repli allemande de la ligne Barbara et de la ligne Volturno plus au sud. Du côté oriental, le Reinhard va de la rivière Sangro à la mer Adriatique traversant la ville de San Pietro Infine, bloquant le Mignano, passage de la route principale du centre de l'Italie allant de Naples à Rome par Cassino et la vallée du Liri.

## Préparatifs

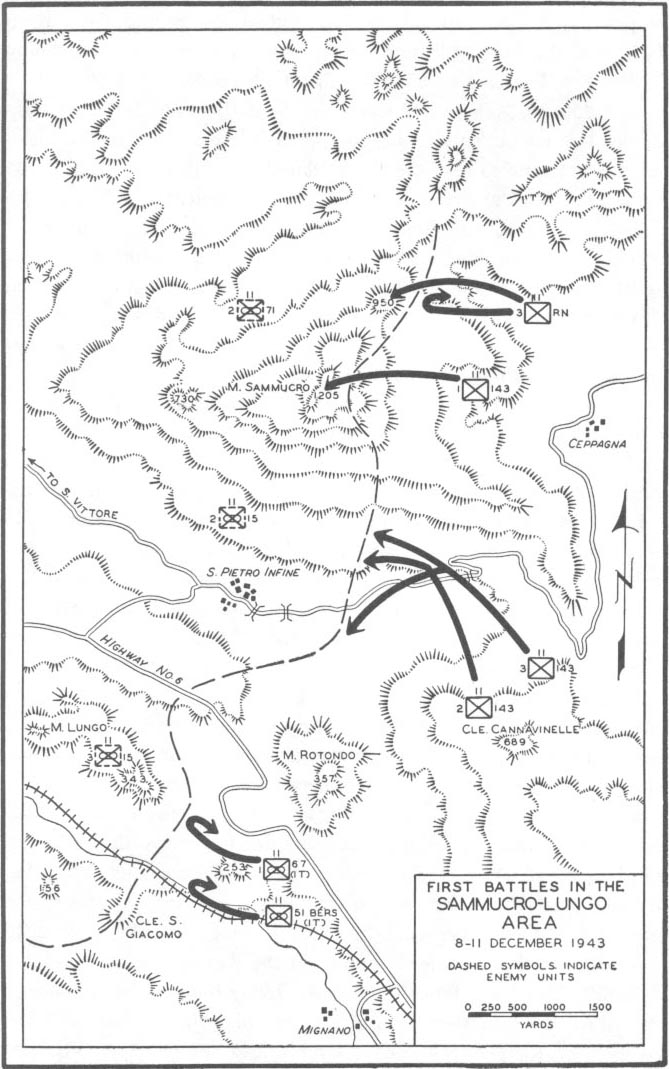
Premières batailles dans le Sammucro, Région de Lungo 8-11 décembre 1943.

Les Allemands occupent San Pietro en septembre 1943  évacuant  les femmes, les enfants et les vieillards. Les hommes valides sont réquisitionnés pour  mettre en place les défenses.  Les véhicules disponibles et les bêtes de somme sont aussi réquisitionnés. . Un système  défensif est mis en place, en particulier sur le mont Sambúcaro et le mont Lungo. Ces positions  permettent le contrôle du long tronçon de la Route 6. La cinquième armée commence à attaquer la ligne Reinhard / Bernhardt le 5 novembre, et les attaques se poursuivent en décembre.
La bataille de San Pietro est précédée par des attaques alliées sur la colline Camino à l'entrée de  Mignano, puis l'effort allié se concentre contre les défenses allemandes du mont Sambúcaro et du mont Lungo, qui dominent respectivement l'étroite vallée au nord-est et au sud-ouest. 
Le 1er Groupe motorisé italien, faisant partie de l'armée italienne récemment reconstituée, combattant désormais aux côtés des Alliés, participant à l'assaut du mont Lungo

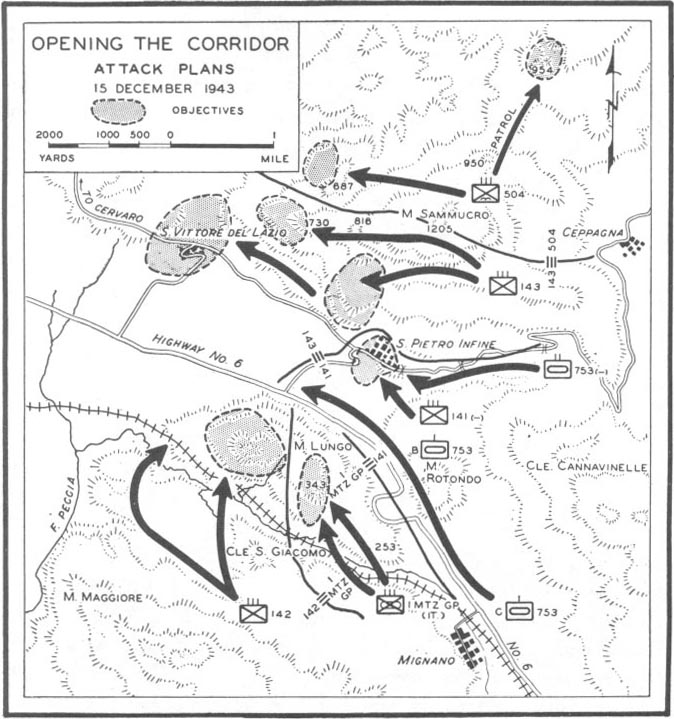
Assaut final allié sur et à travers le premier segment de la ligne d'hiver allemande à San Pietro Infine le 15 décembre 1943.

## La bataille
L'attaque contre les positions allemandes dans et autour de San Pietro commence le 8 décembre avec le IIe corps de la cinquième armée du général Geoffrey Keyes. Les positions sont défendues par un bataillon de la 15e Panzer Grenadier Division et d'un bataillon de la 71e Infanterie Division,  faisant partie du XIVe Panzer Corps de la dixième armée allemande.
Après une semaine d 'attaques et de contre- attaques  intenses, le 143e Régiment d' infanterie de la 36e Division américaine, le 3e Bataillon de Rangers et le 504e Parachute Regimental Combat Team (504th PRCT) s' emparent des hauteurs du Sambúcaro. La 36e division américaine  planifie alors une attaque pour le 15 décembre. Le 143rd Infantry, assisté par le 504th PRCT, continue à pousser vers l'ouest le long des côtés du Sambúcaro et atteint San Vittore del Lazio tandis qu'au sud de la Route 6, le 142nd Infantry, soutenu par le 1er groupe motorisé italien, prend le mont Lungo. Au centre, la 141e infanterie attaque San Pietro. L'attaque principale de la 36e division commence le 15 décembre à 12h00. Deux pelotons du 753e bataillon de chars  attaquent avec 16 chars Sherman et des chasseurs .
L'attaque blindée échoue à cause des mines et des tirs antichar. Quatre des 16 chars en réchappent. Après quatre attaques successives alliées  et autant de contre-attaques allemandes, les Allemands se retirent de San Pietro puisque les points dominant sur les deux flancs, le mont Lungo et les sommets de Sambúcaro, sont désormais en possession du IIe Corps allié. Les Allemands lancent une contre-attaque le 16 décembre pour couvrir leur retrait vers des positions plus au nord.

## Conséquences
La bataille de San Pietro fait partie de la campagne afin de briser la ligne Bernhardt / Reinhard. Il a fallu six semaines de violents combats  allant de début novembre à fin décembre pour vaincre les défenses allemandes. 
La Cinquième Armée a subi 16 000 victimes. Parmi les victimes allemandes se trouve l'athlète Luz Long, qui a remporté la médaille d'argent du saut en longueur aux Jeux olympiques d'été de 1936 .
L'autoroute traversant le Mignano  jusqu'à la vallée de Liri est surnommée Death Valley (« vallée de la mort »).  La bataille par une combinaison de combats rapproché, de tirs de mortier et d'artillerie alliés et allemands a complètement détruit la ville de San Pietro Infine, conformément à la politique allemande de « terre brûlée ». 
À la mi-janvier, la cinquième armée  atteint les  défenses de la ligne Gustav et entame la première bataille de Monte Cassino, qui débute le 17 janvier 1944.

## Posterité
La bataille et le sort de la population civile ont inspiré de nombreux récits, dont le plus célèbre est le film de John Huston La Bataille de San Pietro .